# الدوري السوفييتي الدرجة الثانية 1991
الدوري السوفييتي الدرجة الثانية 1991 هو موسم من الدوري السوفيتي الدرجة الثانية. فاز فيه نادي كارباتي لفيف.